# Парадоксальная реакция
Парадоксальная реакция или парадоксальный эффект — ответ организма на приём лекарственного средства, противоположный ожидаемому.
Парадоксальные реакции чаще наблюдаются у людей с СДВГ.

## Механизм эффекта
При сердечно-сосудистых заболеваниях парадоксальная реакция может объясняться развитием «синдрома обкрадывания». В случае применения дигидропиридиновых антагонистов кальция она заключается в том, что эти препараты могут вызвать проишемический эффект вплоть до инфаркта миокарда и внезапной остановки сердца.

## Примеры парадоксальных реакций на разные классы лекарственных средств

### Ингибиторы АПФ
Назначаемые при повышенном артериальном давлении ингибиторы АПФ могут приводить к повышению артериального давления при параллельном приёме эстрогенов.

### Амфетамины
Амфетамины — класс психоактивных препаратов, психостимуляторов. У взрослых при приёме может иногда возникать парадоксальная сонливость.

### Антибиотики
Парадоксальный эффект или эффект Игла (назван в честь Гарри Игла, впервые описавшего это явление) — повышение выживаемости при исследовании активности антимикробного вещества. Изначально, когда антибиотик добавляют в питательную среду, число выживших бактерий падает, как и ожидается. Но после повышения концентрации до определённого значения число выживших бактерий парадоксальным образом увеличивается.

### Антидепрессанты
Изредка антидепрессанты могут приводить к одержимости насилием или мыслям о самоубийстве, что контрастирует с их предполагаемым эффектом. Можно рассматривать это как парадоксальную реакцию, но, особенно в случае самоубийства, по крайней мере в некоторых случаях, это может происходить из-за различий в скорости проявления эффекта по отношению к разным симптомам депрессии: если общая выраженная заторможенность действий пациента проходит прежде, чем подавленность. Если пациент уже хотел совершить самоубийство, но был слишком подавлен, чтобы предпринять реальные действия, то он может оказаться всё ещё желающим самоубийства, но более не связанным внутренними барьерами. Дети и подростки чаще подвержены парадоксальным реакциям самоповреждения и мыслям о самоубийстве при приеме антидепрессантов, но такие случаи очень редки.

### Нейролептики
Хлорпромазин, антипсихотический и противорвотный препарат, «большой» транквилизатор, может вызывать парадоксальные эффекты: беспокойство, возбуждение, бессонницу, причудливые сновидения, ухудшение психотических симптомов, токсическую спутанность сознания.

### Барбитураты
Фенобарбитал может вызвать у детей гиперактивность. Это может произойти при малой дозе 20 мг, при условии, что за несколько дней до этого приема фенобарбитала не было. Необходимое условие для этой реакции — постоянное чувство напряжённости. Механизм действия неизвестен, но он может быть вызван анксиолитическим действием фенобарбитала.

### Бензодиазепины
Бензодиазепины — класс психоактивных препаратов, называемых «малыми» транквилизаторами, обладают снотворными, успокоительными, противотревожными, противосудорожными и расслабляющими мышцы свойствами, но они могут вызывать и в точности противоположный эффект. У восприимчивых к этим препаратам людей может возникать тревожность, агрессия, беспокойство, спутанность сознания, расторможенность, потеря контроля, избыточная разговорчивость, буйное поведение и даже судороги. Парадоксальные нежелательные эффекты могут даже подтолкнуть к преступлению. Резкие перемены в поведении под воздействием бензодиазепинов включали в себя манию, шизофрению, гнев, импульсивность и гипоманию.
Парадоксальный гнев, вызванный бензодиазепинами, возникает в результате изменённых состояний сознания, приводящих к автоматизмам, антероградной потере памяти и неподавляемой агрессии. Такие агрессивные реакции могут быть вызваны расторможенным серотонинэргическим механизмом.
Парадоксальные эффекты бензодиазепинов как правило дозозависимы: чем выше доза, тем они вероятнее.
В Британском медицинском журнале сообщалось, что значительное число родителей, совершивших или обвиняемых в насилии над детьми, принимали в то время лекарственные препараты, чаще всего комбинацию бензодиазепинов и трициклических антидепрессантов. Многие матери признавались, что вместо облегчения тревоги и депрессии они чувствовали неприязнь и проявляли открытую агрессию к ребёнку и другим членам семьи, пока принимали транквилизаторы. Авторы сообщения предупреждают, что стрессы, вызванные окружающей средой и социальные стрессы, например, невозможность успокоить плачущего ребёнка, в сочетании с эффектами транквилизаторов, могут привести к жестокому обращению.
Сообщалось и о самоагрессии, также продемонстрированной в лабораторных условиях в одном клиническом исследовании. Было установлено, что диазепам повышает готовность людей вредить себе.
Бензодиазепины могут иногда вызывать парадоксальное ухудшение показателей ЭЭГ у пациентов с судорогами.